# 山根寛作
山根 寛作（やまね かんさく、1905年9月17日 - 1988年9月9日）は、日本の経営者。中国電力社長、会長を務めた。山口県出身。

## 経歴
1927年に神戸高等商業学校を卒業し、同年に山口電気局に入社し、1942年に中国配電(のちの中国電力)に転じた。1960年に取締役に就任し、1962年に常務、1967年に副社長を経て、1971年に社長に就任。1981年に会長に就任し、1985年には相談役に就任。社長在任時に島根原発1号機、2号機の建設を推進。日本経営者団体連盟常任理事、経済団体連合会常任理事、中国地方経済連合会会長、中国放送、広島ガス、西日本旅客鉄道などの取締役などを歴任。
1967年に藍綬褒章を受章。
1988年9月9日心不全のために広島市の病院で死去。82歳没。